# 諸聖教堂 (北安普敦)
諸聖教堂是英國英格蘭北安普敦郡城市北安普敦的一座英格蘭教會牧區教堂，位於北安普敦市中心，是英國的I級登錄建築。這座教堂修建於17世紀倫敦大火之後，並在1701年對外開放。

## 外部連結
- All Saints Church, Northampton （页面存档备份，存于）

52°14′13″N 0°53′48″W / 52.23694°N 0.89667°W